# NGC 6187
NGC 6187 је спирална галаксија у сазвежђу Змај која се налази на NGC листи објеката дубоког неба.
Деклинација објекта је + 57° 42' 26" а ректасцензија 16h 31m 36,6s. Привидна величина (магнитуда) објекта NGC 6187 износи 14,6 а фотографска магнитуда 15,4. NGC 6187 је још познат и под ознакама MCG 10-23-79, CGCG 298-42, CGCG 299-2, NPM1G +57.0211, PGC 58429.